# Monarda fistulosa

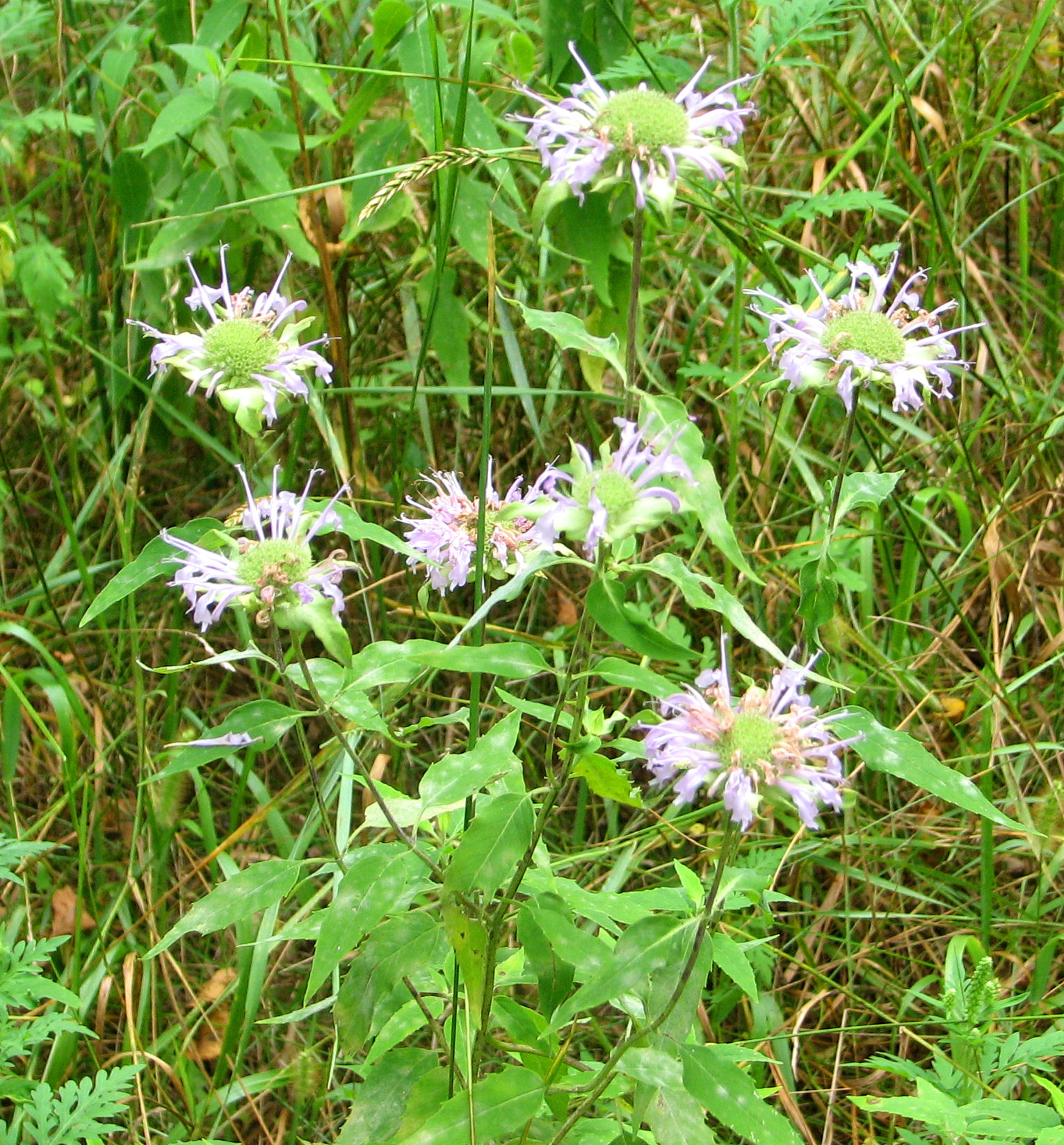
Monarda fistulosa a Ottawa, Ontario, Canadà

Monarda fistulosa, la bergamota silvestre, és una espècie de lamiàcia nativa d'Amèrica del Nord. És una planta medicinal, planta ornamental i apícola. És una espècie força variable.
És una planta perenne herbàcia que fa fins 90 cm d'alt amb poques branques erectes i un rizoma. Floreix de juny a setembre. Es distribueix des de Quebec als Northwest Territories i a British Columbia, pel sud a Geòrgia, Texas, Arizona, Idaho, i nord-est de Washington. És notable per la seva fragància i es font de timol i de carvacrol.